# أولويوكي

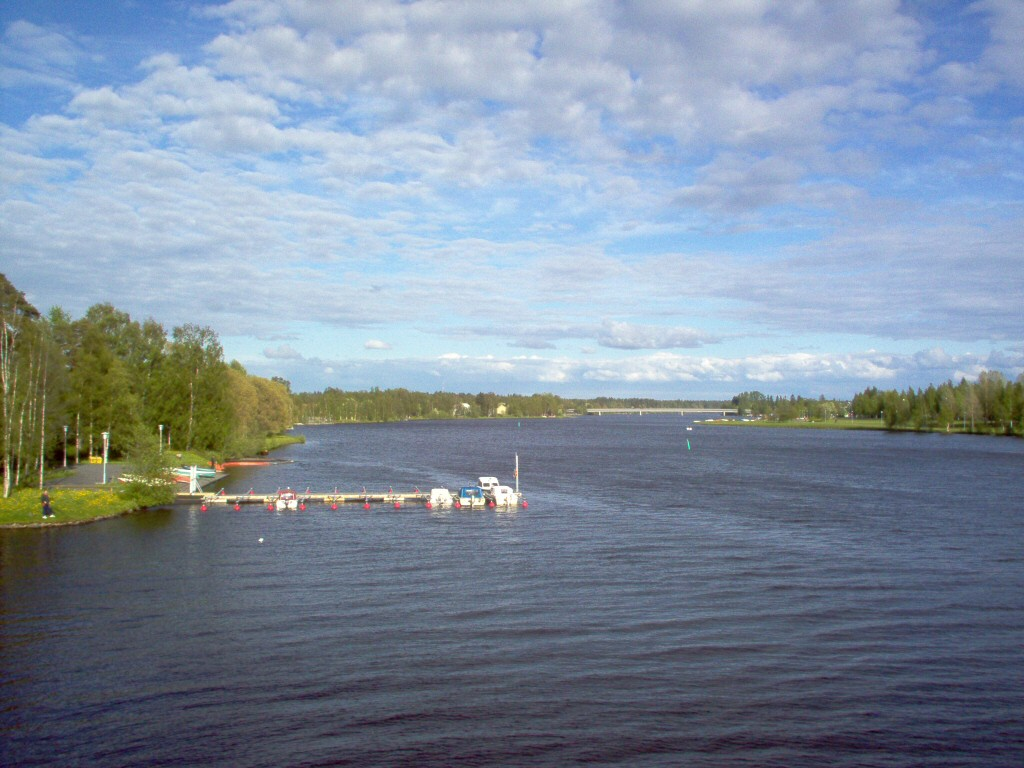
نهر أولويوكي

أولويوكي (Oulujoki) نهر في مقاطعة أولو بفنلندا. منشؤه هو بحيرة أولويارفي، يغطي جزءاً كبيرا من إقليم كاينو ويصب في بحر البلطيق.
النهر مجهز ب 12 محطة لتوليد الطاقة الكهرمائية بقدرة إنتاجية تبلغ 541 ميغاواط. الإنتاج السنوي من الكهرباء يفوق 2600 غيغاواط/ساعة.